# جيس يوليوس إنغلستاد
جيس يوليوس إنغلستاد (بالنرويجية البوكمول: Jess Julius Engelstad)‏ هو مهندس نرويجي، ولد في 1822، وتوفي في 1896.